# Zyraxes
Zyraxes (en griego: Ζιραξες, ~93 a. C.-~28 a. C.) fue un rey de los getas del siglo I a. C. que gobernaba el norte y el noroeste de Dobruja y fue mencionado por Dion Casio en relación con las campañas de Marco Licinio Craso en el Bajo Danubio.
El gobernador de Mesia Antonio Hybrida fue derrotado bajo los muros de Histria en el 61 a. C. Los getas de Zyraxes y los bastarnos de Escitia estaban aliados con los histrianos, pero parece que los principales vencedores en este conflicto fueron los getas, ya que se quedaron con los trofeos y se los llevaron a Genucla, la fortaleza de Zyraxes. Marco Licinio Craso recuperaría los trofeos al atacar esta fortaleza, situada en algún lugar cercano al Danubio en el 28 a. C. Zyraxes sabía bien que no podía resistir solo y se retiró a través del Danubio hacia sus alidos bastarnos en Escitia, llevándose su tesoro consigo. La fortaleza cayó en su ausencia tras un breve pero intenso asedio.